# Гундега Грінума
Ґундеґа Ґрінума (латис. Gundega Grīnuma; рос. Гундега Амброзиевна Гринума; нар. 27 листопада 1948, Талсі) — латвійська літературознавиця, дослідниця творчості Райніса й Аспазії, почесний доктор Латвійської академії наук. Колишня бадмінтоністка, чемпіонка СРСР з бадмінтону 1970 в парі з Іриною Натаровою (Шевченко).

## Життєпис
Народилась 27 листопада 1948 року в Талсі в родині бухгалтера та вчителя.
У молодості під керівництвом викладачки політехнічного інституту в Ризі, майстра спорту з бадмінтону, тренера на громадських засадах Скайдріте Ієвіня (латис. Skaidrīte Ieviņa) займалась бадмінтоном, була гравчинею збірної Латвії, а також балотувалася до збірної СРСР, проте в неї не вступила.
Коли вона дізналась про «страшну радянську спортивну кухню — непорядність і нечесність», вона вирішила відмовитись від великого спорту, однак продовжувала виступати за збірну Латвії.
Від 1967 по 1977 вона 22 рази тріумфувала в чемпіонаті Латвії: п'ятиразова абсолютна переможниця (1969, 1970, 1974, 1975, 1976), семиразова переможниця серед жінок в одиночному розряді.
Чемпіонкою СРСР стала 1970 року у парі з українською бадмінтоністкою Іриною Натаровою (Шевченко). Також в Чемпіонатах СРСР здобувала срібну і бронзову медалі.
Згодом стала літературознавицею, дослідницею творчості Райніса й Аспазії. Їй присвоєно звання почесного доктора Латвійської академії наук. Має ступінь кандидата філологічних наук (1979) та доктора філологічних наук (1992). Відзначена нагородою «Література року» (латис. Literatūras gada).